# Mâna unui criminal
Mâna unui criminal (în engleză Hands of a Murderer) este un film de televiziune britanic din anul 1990, regizat de Stuart Orme și în care rolurile principale au fost interpretate de Edward Woodward, John Hillerman și Anthony Andrews. 

## Rezumat
Acțiunea se petrece la Londra, în anul 1900. În timp ce se afla pe eșafod pentru a fi spânzurat, profesorul Moriarty, creierul crimei din Londra și inamicul declarat al lui Sherlock Holmes, reușește să scape într-o trâmbă de fum. La scurt timp după evadare, Mycroft Holmes detectează o scurgere de informații în cadrul serviciilor secrete britanice și-l solicită pe Sherlock să contribuie la identificarea trădătorului. Detectivul refuză la început, dar își dă seama apoi că Moriarty se află în spatele furturilor de informații. 
Profesorul Moriarty își reluase imediat activitățile sale criminale. El apelează la o femeie foarte seducatoare, Sophy Devere, care hipnotizează pe unul dintre asistenții tineri ai lui Mycroft pentru a fura informații. Profesorul intră astfel în posesia unui cod secret utilizat de către armata britanică pentru a-și cripta mesajele sale militare, cod pe care încearcă să-l vândă celui mai mare ofertant, după ce va intra în posesia cheii. Cheia se află însă la Mycroft, așa că Moriarty pune la cale răpirea acestuia. În acel moment, Sherlock Holmes intră în acțiune pentru a-și salva fratele și a zădărnici planurile lui Moriarty.

## Distribuție
- Edward Woodward - Sherlock Holmes
- John Hillerman - Doctorul Watson
- Anthony Andrews - Profesorul Moriarty
- Kim Thomson - Sophy DeVere
- Peter Jeffrey - Mycroft Holmes
- Terence Lodge - Inspectorul Lestrade

## Scenariu
Scenariul filmului nu este o adaptarea a vreunei povestiri a lui Conan Doyle, ci un remake al scenariului original al lui Charles Edward Pogue, The woman in green (1945), cu Basil Rathbone în rolul lui Holmes.